# Jeong Duk-hyung
Jeong Duk-hyung (koreanisch: 정덕형; * 8. August 1984) ist ein ehemaliger südkoreanischer Leichtathlet, der sich auf den Sprint spezialisiert hat.

## Sportliche Laufbahn
Erste Erfahrungen bei internationalen Meisterschaften sammelte Jeong Duk-hyung im Jahr 2002, als er bei den Asienspielen in Busan im 200-Meter-Lauf das Halbfinale erreichte und dort mit 21,66 s ausschied. 2005 nahm er über 100 m an der Sommer-Universiade in Izmir teil und schied auch dort mit 10,82 s im Halbfinale aus. Im Jahr darauf startete er erneut bei den Asienspielen in Doha und kam dort mit 10,87 s nicht über die erste Runde im 100-Meter-Lauf hinaus und verpasste mit der südkoreanischen 4-mal-100-Meter-Staffel mit 40,92 s den Finaleinzug. 2009 schied er bei den Studentenweltspielen in Belgrad mit 20,93 s im Halbfinale über 200 m aus und auch bei den anschließend in Guangzhou stattfindenden Asienmeisterschaften schied er mit 21,60 s im Semifinale aus und belegte im Staffelbewerb in 39,86 s den sechsten Platz. Daraufhin klassierte er sich bei den Ostasienspielen in Hongkong mit 21,58 s auf dem siebten Platz über 200 m. 2010 wurde er dann bei den Asienspielen in Guangzhou in 21,02 s Fünfter über 200 m und wurde mit der Staffel im Vorlauf disqualifiziert. Im Jahr darauf verpasste er bei den Asienmeisterschaften in Kōbe mit 39,75 s den Finaleinzug mit der Staffel. 2012 bestritt er in Shizuoka seinen letzten offiziellen Wettkampf und beendete daraufhin seine aktive sportliche Karriere im Alter von 27 Jahren.
In den Jahren 2005 und 2008 wurde Jeong koreanischer Meister im 100-Meter-Lauf sowie 2010 über 200 m.

## Persönliche Bestzeiten
- 100 Meter: 10,44 s (+1,8 m/s), 7. Juni 2010 in Daegu
- 200 Meter: 20,65 s (+1,7 m/s), 8. Juni 2010 in Daegu